# Taça de Portugal
La Taça de Portugal, nota in italiano come Coppa di Portogallo, è una competizione calcistica riservata a squadre del Portogallo, seconda per importanza al campionato di Primeira Liga. È posta sotto l'egida della FPF. La formula della coppa prevede un tabellone tennistico con partite di andata e ritorno a eliminazione diretta, semifinale in partita secca e finale sempre disputata allo Stadio Nazionale di Jamor.
Fino al 1938 si svolgeva con il nome di "campionato del Portogallo" (Campeonato de Portugal) e assumeva la struttura di coppa con incontri a eliminazione diretta fra i campioni provinciali per decretare la squadra campione nazionale.
La squadra vincitrice acquisisce il diritto di partecipare alla UEFA Europa League della stagione successiva partendo direttamente dalla fase a gironi.

## Albo d'oro Campeonato de Portugal
| Stagione | Vincitrice       | Finalista        |
| -------- | ---------------- | ---------------- |
| 1922     | Porto            | Sporting Lisbona |
| 1923     | Sporting Lisbona | Académica        |
| 1924     | Olhanense        | Porto            |
| 1925     | Porto            | Sporting Lisbona |
| 1926     | Marítimo         | Belenenses       |
| 1927     | Belenenses       | Vitória Setúbal  |
| 1928     | Carcavelinhos FC | Sporting Lisbona |
| 1929     | Belenenses       | União de Lisbona |
| 1930     | Benfica          | Barreirense      |
| 1931     | Benfica          | Porto            |
| 1932     | Porto            | Belenenses       |
| 1933     | Belenenses       | Sporting Lisbona |
| 1934     | Sporting Lisbona | Barreirense      |
| 1935     | Benfica          | Sporting Lisbona |
| 1936     | Sporting Lisbona | Belenenses       |
| 1937     | Porto            | Sporting Lisbona |
| 1938     | Sporting Lisbona | Benfica          |

## Albo d'oro Taça de Portugal
| Stagione  | Vincitore                         | Punteggio             | Finalista         | Sede della Finale                |
| --------- | --------------------------------- | --------------------- | ----------------- | -------------------------------- |
| 1938-1939 | Académica                         | 4 - 3                 | Benfica           | Campo das Salésias, Lisbona      |
| 1939-1940 | Benfica                           | 3 - 1                 | Belenenses        | Estádio do Lumiar, Lisbona       |
| 1940-1941 | Sporting Lisbona                  | 4 - 1                 | Belenenses        | Campo das Salésias, Lisbona      |
| 1941-1942 | Belenenses                        | 2 - 0                 | Vitória Guimarães | Estádio do Lumiar, Lisbona       |
| 1942-1943 | Benfica                           | 5 - 1                 | Vitória Setúbal   | Campo das Salésias, Lisbona      |
| 1943-1944 | Benfica                           | 8 - 0                 | Estoril Praia     | Campo das Salésias, Lisbona      |
| 1944-1945 | Sporting Lisbona                  | 1 - 0                 | Olhanense         | Campo das Salésias, Lisbona      |
| 1945-1946 | Sporting Lisbona                  | 4 - 2                 | Atlético CP       | Estádio Nacional, Oeiras         |
| 1946-1947 | Non disputata                     | Non disputata         | Non disputata     |                                  |
| 1947-1948 | Sporting Lisbona                  | 3 - 1                 | Belenenses        | Estádio Nacional, Oeiras         |
| 1948-1949 | Benfica                           | 2 - 1                 | Atlético CP       | Estádio Nacional, Oeiras         |
| 1949-1950 | Non disputata                     | Non disputata         | Non disputata     |                                  |
| 1950-1951 | Benfica                           | 5 - 1                 | Académica         | Estádio Nacional, Oeiras         |
| 1951-1952 | Benfica                           | 5 - 4                 | Sporting Lisbona  | Estádio Nacional, Oeiras         |
| 1952-1953 | Benfica                           | 5 - 0                 | Porto             | Estádio Nacional, Oeiras         |
| 1953-1954 | Sporting Lisbona                  | 3 - 2                 | Vitória Setúbal   | Estádio do Lumiar, Lisbona       |
| 1954-1955 | Benfica                           | 2 - 1                 | Sporting Lisbona  | Estádio Nacional, Oeiras         |
| 1955-1956 | Porto                             | 2 - 0                 | Torreense         | Estádio Nacional, Oeiras         |
| 1956-1957 | Benfica                           | 3 - 1                 | Covilhã           | Estádio Nacional, Oeiras         |
| 1957-1958 | Porto                             | 1 - 0                 | Benfica           | Estádio Nacional, Oeiras         |
| 1958-1959 | Benfica                           | 1 - 0                 | Porto             | Estádio Nacional, Oeiras         |
| 1959-1960 | Belenenses                        | 2 - 1                 | Sporting Lisbona  | Estádio Nacional, Oeiras         |
| 1960-1961 | Leixões                           | 2 - 0                 | Porto             | Estádio das Antas, Porto         |
| 1961-1962 | Benfica                           | 3 - 0                 | Vitória Setúbal   | Estádio Nacional, Oeiras         |
| 1962-1963 | Sporting Lisbona                  | 4 - 0                 | Vitória Guimarães | Estádio Nacional, Oeiras         |
| 1963-1964 | Benfica                           | 6 - 2                 | Porto             | Estádio Nacional, Oeiras         |
| 1964-1965 | Vitória Setúbal                   | 3 - 1                 | Benfica           | Estádio Nacional, Oeiras         |
| 1965-1966 | Braga                             | 1 - 0                 | Vitória Setúbal   | Estádio Nacional, Oeiras         |
| 1966-1967 | Vitória Setúbal                   | 3 - 2 (dts)           | Académica         | Estádio Nacional, Oeiras         |
| 1967-1968 | Porto                             | 2 - 1                 | Vitória Setúbal   | Estádio Nacional, Oeiras         |
| 1968-1969 | Benfica                           | 2 - 1 (dts)           | Académica         | Estádio Nacional, Oeiras         |
| 1969-1970 | Benfica                           | 3 - 1                 | Sporting Lisbona  | Estádio Nacional, Oeiras         |
| 1970-1971 | Sporting Lisbona                  | 4 - 1                 | Benfica           | Estádio Nacional, Oeiras         |
| 1971-1972 | Benfica                           | 3 - 2 (dts)           | Sporting Lisbona  | Estádio Nacional, Oeiras         |
| 1972-1973 | Sporting Lisbona                  | 3 - 2                 | Vitória Setúbal   | Estádio Nacional, Oeiras         |
| 1973-1974 | Sporting Lisbona                  | 2 - 1 (dts)           | Benfica           | Estádio Nacional, Oeiras         |
| 1974-1975 | Boavista                          | 2 - 1                 | Benfica           | Estádio José Alvalade, Lisbona   |
| 1975-1976 | Boavista                          | 2 - 1                 | Vitória Guimarães | Estádio das Antas, Porto         |
| 1976-1977 | Porto                             | 1 - 0                 | Braga             | Estádio das Antas, Porto         |
| 1977-1978 | Sporting Lisbona                  | 1 - 1 (dts)           | Porto             | Estádio Nacional, Oeiras         |
| 1977-1978 | Sporting Lisbona                  | 2 - 1                 | Porto             | Estádio Nacional, Oeiras         |
| 1977-1978 | Replay della finale (Finalíssima) |                       |                   |                                  |
| 1978-1979 | Boavista                          | 1 - 1 (dts)           | Sporting Lisbona  | Estádio Nacional, Oeiras         |
| 1978-1979 | Boavista                          | 1 - 0                 | Sporting Lisbona  | Estádio Nacional, Oeiras         |
| 1978-1979 | Replay della finale (Finalíssima) |                       |                   |                                  |
| 1979-1980 | Benfica                           | 1 - 0                 | Porto             | Estádio Nacional, Oeiras         |
| 1980-1981 | Benfica                           | 3 - 1                 | Porto             | Estádio Nacional, Oeiras         |
| 1981-1982 | Sporting Lisbona                  | 4 - 0                 | Braga             | Estádio Nacional, Oeiras         |
| 1982-1983 | Benfica                           | 1 - 0                 | Porto             | Estádio das Antas, Porto         |
| 1983-1984 | Porto                             | 4 - 1                 | Rio Ave           | Estádio Nacional, Oeiras         |
| 1984-1985 | Benfica                           | 3 - 1                 | Porto             | Estádio Nacional, Oeiras         |
| 1985-1986 | Benfica                           | 2 - 0                 | Belenenses        | Estádio Nacional, Oeiras         |
| 1986-1987 | Benfica                           | 2 - 1                 | Sporting Lisbona  | Estádio Nacional, Oeiras         |
| 1987-1988 | Porto                             | 1 - 0                 | Vitória Guimarães | Estádio Nacional, Oeiras         |
| 1988-1989 | Belenenses                        | 2 - 1                 | Benfica           | Estádio Nacional, Oeiras         |
| 1989-1990 | Estrela Amadora                   | 1 - 1 (dts)           | Farense           | Estádio Nacional, Oeiras         |
| 1989-1990 | Estrela Amadora                   | 2 - 0                 | Farense           | Estádio Nacional, Oeiras         |
| 1989-1990 | Replay della finale (Finalíssima) |                       |                   |                                  |
| 1990-1991 | Porto                             | 3 - 1 (dts)           | Beira-Mar         | Estádio Nacional, Oeiras         |
| 1991-1992 | Boavista                          | 2 - 1                 | Porto             | Estádio Nacional, Oeiras         |
| 1992-1993 | Benfica                           | 5 - 2                 | Boavista          | Estádio Nacional, Oeiras         |
| 1993-1994 | Porto                             | 0 - 0 (dts)           | Sporting Lisbona  | Estádio Nacional, Oeiras         |
| 1993-1994 | Porto                             | 2 - 1 (dts)           | Sporting Lisbona  | Estádio Nacional, Oeiras         |
| 1993-1994 | Replay della finale (Finalíssima) |                       |                   |                                  |
| 1994-1995 | Sporting Lisbona                  | 2 - 0                 | Marítimo          | Estádio Nacional, Oeiras         |
| 1995-1996 | Benfica                           | 3 - 1                 | Sporting Lisbona  | Estádio Nacional, Oeiras         |
| 1996-1997 | Boavista                          | 3 - 2                 | Benfica           | Estádio Nacional, Oeiras         |
| 1997-1998 | Porto                             | 3 - 1                 | Braga             | Estádio Nacional, Oeiras         |
| 1998-1999 | Beira-Mar                         | 1 - 0                 | Campomaiorense    | Estádio Nacional, Oeiras         |
| 1999-2000 | Porto                             | 1 - 1 (dts)           | Sporting Lisbona  | Estádio Nacional, Oeiras         |
| 1999-2000 | Porto                             | 2 - 0                 | Sporting Lisbona  | Estádio Nacional, Oeiras         |
| 1999-2000 | Replay della finale (Finalíssima) |                       |                   |                                  |
| 2000-2001 | Porto                             | 1 - 0                 | Marítimo          | Estádio Nacional, Oeiras         |
| 2001-2002 | Sporting Lisbona                  | 1 - 0                 | Leixões           | Estádio Nacional, Oeiras         |
| 2002-2003 | Porto                             | 1 - 0                 | União Leiria      | Estádio Nacional, Oeiras         |
| 2003-2004 | Benfica                           | 2 - 1 (dts)           | Porto             | Estádio Nacional, Oeiras         |
| 2004-2005 | Vitória Setúbal                   | 2 - 1                 | Benfica           | Estádio Nacional, Oeiras         |
| 2005-2006 | Porto                             | 1 - 0                 | Vitória Setúbal   | Estádio Nacional, Oeiras         |
| 2006-2007 | Sporting Lisbona                  | 1 - 0                 | Belenenses        | Estádio Nacional, Oeiras         |
| 2007-2008 | Sporting Lisbona                  | 2 - 0 (dts)           | Porto             | Estádio Nacional, Oeiras         |
| 2008-2009 | Porto                             | 1 - 0                 | Paços Ferreira    | Estádio Nacional, Oeiras         |
| 2009-2010 | Porto                             | 2 - 1                 | Chaves            | Estádio Nacional, Oeiras         |
| 2010-2011 | Porto                             | 6 - 2                 | Vitória Guimarães | Estádio Nacional, Oeiras         |
| 2011-2012 | Académica                         | 1 - 0                 | Sporting Lisbona  | Estádio Nacional, Oeiras         |
| 2012-2013 | Vitória Guimarães                 | 2 - 1                 | Benfica           | Estádio Nacional, Oeiras         |
| 2013-2014 | Benfica                           | 1 - 0                 | Rio Ave           | Estádio Nacional, Oeiras         |
| 2014-2015 | Sporting Lisbona                  | 2 - 2 (dts) (5-3 dtr) | Braga             | Estádio Nacional, Oeiras         |
| 2015-2016 | Braga                             | 2 - 2 (dts) (4-2 dtr) | Porto             | Estádio Nacional, Oeiras         |
| 2016-2017 | Benfica                           | 2-1                   | Vitória Guimarães | Estádio Nacional, Oeiras         |
| 2017-2018 | Desp. Aves                        | 2-1                   | Sporting Lisbona  | Estádio Nacional, Oeiras         |
| 2018-2019 | Sporting Lisbona                  | 2 - 2 (dts) (5-4 dtr) | Porto             | Estádio Nacional, Oeiras         |
| 2019-2020 | Porto                             | 2 - 1                 | Benfica           | Stadio Città di Coimbra, Coimbra |
| 2020-2021 | Braga                             | 2 - 0                 | Benfica           | Stadio Città di Coimbra, Coimbra |
| 2021-2022 | Porto                             | 3 - 1                 | Tondela           | Estádio Nacional, Oeiras         |
| 2022-2023 | Porto                             | 2 - 0                 | Braga             | Estádio Nacional, Oeiras         |
| 2023-2024 | Porto                             | 2 - 1 (dts)           | Sporting Lisbona  | Estádio Nacional, Oeiras         |
| 2024-2025 | Sporting Lisbona                  | 3 - 1 (dts)           | Benfica           | Estádio Nacional, Oeiras         |

## Vittorie per squadra
Nel conteggio andrà incluso il "Campeonato de Portugal", che è stato riconosciuto dalla Federação Portuguesa de Futebol.
| Squadra           | Vittorie | Secondi posti | Anni vittorie |
| ----------------- | -------- | ------------- | --- |
| Benfica           | 29       | 14            | 1930,1931,1935,1940, 1943, 1944, 1949, 1951, 1952, 1953, 1955, 1957, 1959, 1962, 1964, 1969, 1970, 1972, 1980, 1981, 1983, 1985, 1986, 1987, 1993, 1996, 2004, 2014, 2017 |
| Porto             | 24       | 16            | 1922,1925,1932,1937,1956, 1958, 1968, 1977, 1984, 1988, 1991, 1994, 1998, 2000, 2001, 2003, 2006, 2009, 2010, 2011, 2020, 2022, 2023, 2024                                |
| Sporting Lisbona  | 18       | 18            | 1923,1934,1936,1938,1941, 1945, 1946, 1948, 1954, 1963, 1971, 1973, 1974, 1978, 1982, 1995, 2002, 2007, 2008, 2015, 2019, 2025                                            |
| Belenenses        | 6        | 8             | 1927,1929,1933,1942, 1960, 1989 |
| Boavista          | 5        | 1             | 1975, 1976, 1979, 1992, 1997 |
| Vitória Setúbal   | 3        | 8             | 1965, 1967, 2005 |
| Braga             | 3        | 5             | 1966, 2016, 2021 |
| Académica         | 2        | 4             | 1939, 2012 |
| Vitória Guimarães | 1        | 6             | 2013 |
| Beira-Mar         | 1        | 1             | 1999 |
| Leixões           | 1        | 1             | 1961 |
| Olhanense         | 1        | -             | 1924 |
| Marítimo          | 1        | -             | 1926 |
| Carcavelinhos FC  | 1        | -             | 1928 |
| Estrela Amadora   | 1        | -             | 1990 |
| Desp. Aves        | 1        | -             | 2018 |